# Casa Fântâneanu
Casa Fântâneanu construită în prima jumătate a secolului al XIX-lea, a aparținut familiei cu acest nume din Slatina, ai cărei membri au deținut importante funcții în viața publică a orașului. 
În prezent se afla în proprietatea Episcopiei Slatinei și Romanaților.
Casa este construita în stil eclectic, cu elemente clasiciste, cu un program de „conac” adaptat la mediul urban. La fațadă prezintă bosaje, iar la ferestre ancadramente. Se pot observa frontoane cu elemente florale, coloane din stucaturi cu caneluri și capiteluri corintice, friza cu denticule și ghirlande. Deosebit de valoroasă era feroneria balconului, din fier forjat, cu influențe „art nouveaux”, care nu mai există din anul 2007.

## Proprietari
Casa Fântâneanu a fost construită undeva pe la începutul secolului XIX.
Între momentul construcției și anul 1846, casa a aparținut familiei Lânaru. În anul 1846 casa a intrat în proprietatea familiei Fântâneanu.

## Locatari
Inițial, imobilul a funcționat de-a lungul timpului ca sediu de prefectură de județ sau, ulterior, chiar ca azil de bătrâni. După instalarea regimului comunist în România, din anul 1948, clădirea a fost naționalizată și a servit drept sediu pentru mai multe instituții județene.
După 1990, până în anul 1998, în aceasta casă a fost sediul Direcției Agricole Județene Olt.
În prezent (2020), casa este nelocuită, dar se afla intr-un amplu proces de restaurare.

## Imagini